# Route nationale 21 (Madagaskar)
Die Route nationale 21 (RN 21) ist eine 50 km lange Nationalstraße auf der zur Region Analanjirofo gehörenden Insel Nosy Boraha (Sainte Marie) vor der Nordostküste von Madagaskar. Sie beginnt am Flughafen im Süden der langgezogenen Insel und führt in nördlicher Richtung über die Inselhauptstadt Ambodifotatra die Westküste entlang bis in den Norden der Insel.